# Single (Kurzfilm, 2020)
Single ist ein Kurzfilm von Ashley Eakin, der nach der Absage des South by Southwest Film Festivals ab Ende März 2020 vom Independentfilmverleih Oscilloscope Laboratories und dem Technikunternehmen Mailchimp auf deren Plattform zur Verfügung gestellt wurde.

## Handlung
Wenn Kim einkaufen geht, wird die junge Frau seltsam beäugt und bemitleidet. Einer ihrer Arme fehlt, und nur kleine verkümmerte Finger ragen hervor. Sie ist der mitleidigen Blicke und Sprüche überdrüssig, denn eigentlich bekommt sie ihr Leben trotz dieser Behinderung gut auf die Reihe. Auch Auto fährt sie. 
An einem Abend geht sie gestylt aus, um einen Fremden zu daten. Sie deckt ihren nicht vorhandenen Arm zuerst mit ihrem Mantel ab. Da entdeckt sie, dass der gutaussehende Jake eine ähnliche Missbildung an der Hand hat. Erst will sie wissen, was der Grund hierfür ist, doch dann versucht sie sich zu verziehen und geht nach draußen. Jake findet sie dort. Sie glaubt nicht, dass es mit ihnen funktionieren kann und versucht die Unterschiede zwischen ihr und ihm festzumachen.
Gemeinsam ziehen sie weiter durch die Nacht. Sie besorgen sich Eier in einem Supermarkt, steigen auf ein Dach, reden und werfen Eier gegen eine Scheiben, verbunden mit Sätzen, die gegen Menschen gerichtet sind, auf die sie wütend sind. Kim kann es kaum glauben, dass Jake es war, der seine Freundin verlassen hat, und nicht umgekehrt. Sie will herausfinden, ob er wirklich, wie von ihm dargestellt, mit seiner Behinderung im Leben klarkam. Doch wirklich viel kann er nicht berichten. 
Kim lässt sich von Jake beim Anziehen ihrer Schuhe helfen. Er gesteht, dass er schon vor dem Date von ihrem verkümmerten Arm wusste. Sie geht. Im Aufzug macht ihr eine Frau ein Kompliment, um von dem Arm abzulenken. Kim wirft ihr ein Ei hinterher.

## Produktion
Regie führte Ashley Eakin, die auch das Drehbuch schrieb. Es handelt sich bei Single um ihren dritten Kurzfilm.
Nach der Absage des South by Southwest Film Festivals, wo der Film im März 2020 seine Premiere feiern sollte, stellten der Independentfilmverleih Oscilloscope Laboratories und das Technikunternehmen Mailchimp den Film 30 Tage lang kostenlos auf einer gemeinsamen Onlineplattform zur Verfügung. Hiernach können die Macher des Films entscheiden, ob sie ihn dort zwei weitere Jahre mit einer SVOD-Lizenz laufen lassen. Zudem gehört Single zu den Filmen, die beim South by Southwest Film Festival gezeigt werden sollten und durch eine Kooperation mit Amazon Prime Video im Rahmen der „SXSW 2020 Film Festival Collection“ von Amazon" virtuell zur Verfügung gestellt werden. Der Film war in den USA zehn Tage lang kostenlos vor der Prime-Video-Paywall verfügbar. Im August 2020 wurde er in der Hybrid-Version des Bentonville Film Festivals gezeigt. Im Februar 2021 wird er beim Slamdance Film Festival vorgestellt.

## Auszeichnungen
Bentonville Film Festival 2020
- Nominierung als Bester Kurzfilm[6]

South by Southwest Film Festival 2020
- Auszeichnung mit dem Special Jury Award - Narrative Short (Ashley Eakin)
- Nominierung für den Grand Jury Award - Narrative Short (Ashley Eakin)